# Константин IX Мономах
Константин IX Мономах (на гръцки: Κωνσταντίνος Θ΄ Μονομάχος; по други изчисления X или XI; Мономах – фамилно име, гр. „сражаващият се сам“) е византийски император. Идва на трона след като се оженва за императрица Зоя.

## Произход и възкачване на престола
Фамилията му, на която е последен представител, има вероятно арменски произход. Много от предците му, включително и баща му, са съдии.
По време на управлението на Роман III Аргир (1028 – 1034), на който Константин Мономах е зет, той е приближен на императорския двор и се понравя на императрица Зоя. Така възбужда опасения у придворните, че като фаворит може да стане съпруг на Зоя и претендент за престола след смъртта на Роман III. При възцаряването на Михаил IV Пафлагон (1034 – 1041) Константин е отправен на заточение в Митилини, на остров Лесбос, което продължава през цялото управление на Михаил IV и Михаил V Калафат (1041 – 1042).
След свалянето на Михаил V през 1042 г. Мономах е върнат в Константинопол, където се жени за Зоя и е коронясан като император. Константин е приблизително 10 години по-млад от жена си, а при брака тя е вече към 64-годишна. До 1050 г. Константин IX Мономах управлява заедно със Зоя и нейната сестра Теодора, а от 1050 г. след смъртта на Зоя – заедно с Теодора.

## Управление
Щедър, но лекомислен и жаден за наслаждения, Константин почти не се интересува от държавните дела, което не ги разстройва само благодарение на здравината на византийския бюрократичен механизъм. Като цяло управлението му се оказва пагубно за Византия.

### Опозиция и въстания
Явната връзка на императора с представителката на могъщия аристократичен род Склир, Склирен, живееща в двореца и в тържествени случаи заемаща първо място след Зоя и Теодора, довежда до интриги от страна на родственици на Мономах, недоволни от въздигането на рода Склир и от страна на привържениците на Македонската династия, опасяващи се от сваляне на Зоя и Теодора и женитба на Константин за Склирен.
Въстанието на пълководеца Георги Маниак, личен враг на Склир (1042 – 1043), е потушено от войските, пратени от Константин под предводителството на евнуха Стефан Пергамин. Последният скоро е изпратен на заточение, обвинен в намерение да възкачи на престола управителя на приефратската провинция Мелитина, Лъв Лампрос, който е ослепен и умира от изтезания. През 1044 г. в столицата е осуетен бунт сред народа, устроен от противниците на императора, които пуснали слуха, че императриците Зоя и Теодора са детронирани. Само публичното появяване на императриците пред тълпата, спасява Константин Мономах от линчуване.
През 1047 година избухва въстание на Лъв Торникий, около който се групира македонската партия и към който се присъединяват почти всички тракийски градове. Лъв обсажда столицата, но е принуден да отстъпи; много от привържениците му изменят, пленен е с хитрост и ослепен. Така неуспешни са и двата дворцови заговора и покушения срещу живота на Константин през 1050 – 1051 година.

### Вътрешна политика
Константин Мономах приема големи данъчни облекчения за едрата аристокрация. Толерира и претенциите на столичните чиновници за постове и награди. По това време започва утвържването на феодалната система прония във Византия. Тези мерки довеждат до влошаване на общото положение на селското население в империята и до отслабването на военните сили.
Константин IX съгражда манастира „Свети Георги“ в Манганах, при който са устроени странноприемница, дом и убежища за престарели и недъгави. Покровителства архитектурата, изкуството и литературата. Сред приближените в двора му е интелектуалецът и историк Михаил Псел.
От вътрешните мерки по времето на Константин важно значение има основаването на специални учреждения за изучаване на римското право, със специални преподаватели – „номофилакси“. Създава се и нов „секрет“ (така назовавали във Византия учреждения, подобни на министерства), отговарящ за съдебните дела, начело на който е поставен министър на юстициите (правосъдно министерство).

### Външна политика
През 1045 г. ромеите анексират арменското царство Ани. През 1046 г. е установен първият контакт със селджукските турци, които изместват арабите като основен съсед и противник на Византия в Мала Азия и в следващите векове предстои да завладеят повечето от византийските земи на изток. След сражения в 1048 г. е сключено примирие с турския владетел Тогрул I. Под влияние на столичната бюрокрация, императорът съкращава военните сили в Анатолия през 1053 г., с цел да избегне финансови трудности. Така източните граници на империята остават зле защитени и изложени на бъдещите турски атаки.
На Балканите положението на империята също не е добро. Военните бунтове отслабват византийската защита в земите на Тракия, разорени при голямото нашествие на печенегите от север през 1048/9 година. В продължение на пет години печенегите се отдават на безнаказан грабеж.
Опитите на императора да осигури подкрепата на папата срещу нападащите Южна Италия нормани, са осуетени от дипломатическите ходове на патриарх Михаил Керуларий.

### Разкол на християнската църква
Няколко месеца преди смъртта на Константин IX, християнската Църква окончателно се разделя на католическа и православна. През 1054 година римският папа Лъв IX изпраща в Константинопол легати начело с кардинал Хумберт за разрешение на конфликта, началото на който е положен със закриването през 1053 година на латинската Църква в Константинопол по разпореждане на патриарх Михаил Керуларий. Помирението не успява и на 16 юли 1054 година в църквата Света София папските легати обявяват детронирането на патриарх Михаил Керуларий и отлъчването му от църквата. В отговор на това на 20 юли патриархът дава анатема на легатите. Тези събития бележат разрив в отношенията между Източната и Западната християнска църква.
Няколко месеца след това Константин IX умира – 11 януари 1055 година. Към края на живота си развива заболяване, което довежда до загуба на умствените способности и частична парализа на крайниците.

### Отношения с Киевска Рус
През 1043 година се състои последният поход на Киевска Рус срещу Константинопол – Руско-византийската война (1043). Той е командван от сина на Ярослав I Мъдри, Владимир Ярославич. За причината за похода се водят спорове. Руската армия претърпява пълно поражение, Константин IX получава контрибуция. Вероятно в знак на сключения с Русия мир, Константин дава своята дъщеря от първия си брак Анастасия Мономах (или както предполагат някои автори негова близка родственица) за съпруга на другия син на Ярослав, Всеволод. Родилият се през 1053 г. от този брак син получава от родителите си прозвището на дядо си – Владимир Мономах.

#### Шапка на Мономах
В края на руското Средновековие възниква легенда (Сказание за княз Владимир), свързана с личността на Константин IX, т.нар. шапка на Мономах. Преданието твърди, че тя е дарена на неговия внук като знак на царски права. В действителност Константин умира, когато Владимир е на две години без да е негов пряк наследник. Сега вече е общоприета датировка за шапката на Мономах към времето на Иван Калита – първата половина на XIV век.
Единствената известна регалия, подарена на някого от Константин, е короната, която той изпраща на унгарския крал Андраш I към деня на коронацията му с неговата съпруга Анастасия, дъщеря на Ярослав Мъдри.